# 兰堡–巴克伦反应
Ramberg–Bäcklund反应（Ramberg–Bäcklund reaction）
α-卤代砜在碱存在下放出二氧化硫，重排为烯烃。
反应以瑞典化学家 Ludwig Ramberg 和 Birger Bäcklund 的名字命名。
α-卤代砜可由硫醚氧化为砜后再卤代而得。

## 反应机理
砜的另一个 α-位（α'-位）被碱去质子化，然后发生分子内亲核取代反应，失去卤离子，形成顺式和反式三元环状砜，最后环状砜失去二氧化硫生成顺式和反式烯烃的混合物。

## 应用
1、1,2-二亚甲基环己烷的合成
2、α,β-环氧砜经过反应得烯丙醇。